# Сумська провінція
Сумська провінція — одна з п'ятьох провінцій Слобідсько-Української губернії Російської імперії з центром у Сумах.
Провінцію утворено указом Катерини Другої від 1763 на основі Сумського слобідського козацького полку. З моменту утворення ввійшла до складу новоствореної Слобідсько-Української губернії. Налічувала 165 населених пунктів. Територіально відповідала майбутнім Сумському і Лебединському повітам Харківської губернії, половині Суджанського повіту Курської і невеличкій частині Охтирського Харківської та Грайворонського Курської губерній.
Станом на 1773 рік, була найбільшою за чисельністю населення.
У 1780—81 роках, в ході адміністративно-територіальної реформи, провінцію було розукрупнено і утворено суттєво менший Сумський повіт Харківського намісництва.

## Адміністративний поділ
Сумська провінція територіально повністю відповідала території однойменного слобідського козацького полку, заснованого в 1651 році. Керування Сумською провінцією знаходилося у руках провінційної канцелярії.
Провінція ділилася на дрібніші утворення — «камісарства» (написання слова згідно з офіційними описами Харківського намісництва, зокрема, 1779 року), які часто відповідали скасованим сотням (сотень звісно було набагато більше, ніж новоутворених комісарств). Комісарства було створено указом Сенату від 20 травня 1765 саме для управління державними військовими слободами. Форма врядування під назвою «комісарство» з усіх губерній Російської імперії існувала тільки в прикордонних і військових областях (Стародубський полк, Олонецька губернія, Закаспійська область) і своєю назвою наголошувала на воєнізованому характері.
На чолі комісарських правлінь стояли комісари, яких призначали з місцевих дворян або старшини.
Основними функціями комісарів був збір податків (здебільша подушного) і поліційні обов'язки (підтримання порядку). Комісари відали всіма адміністративно-господарськими, фінансовими та незначними судовими справами на підвідомчій території.
- Сумська провінція (м. Суми)
  - Сумське комісарство (м. Суми)
  - Білопільське комісарство (м. Білопілля)
  - Лебединське комісарство (м. Лебедин)
  - Межиріцьке комісарство (Межиріч)
  - Миропільське комісарство (Миропілля)